# Bucin (gmina Joseni)
Bucin – wieś w Rumunii, w okręgu Harghita, w gminie Joseni. W 2011 roku liczyła 15 mieszkańców.